# 캐시 호컬
캐시 호컬(Kathleen Hochul, 1958년 8월 27일 ~ )은 미국의 정치인으로 현재 뉴욕주 주지사이다.

## 학력
- 시러큐스 대학교 정치학 B.A
- 미국 가톨릭 대학교 로스쿨 법학 J.D.

## 경력
- 1994.01 ~ 2007.04 함부르크 시의회 위원
- 2007.04 ~ 2011.06 이리 카운티 8대 서기
- 2011.06 ~ 2013.01 미국 뉴욕 26구 연방 하원의원
- 2015.01 ~ 2021.08 제63대 뉴욕 부지사
- 2021.08 ~ 제57대 뉴욕 주지사

## 역대 선거 결과
| 선거명        | 직책명                     | 대수  | 정당   | 득표율 | 득표수      | 결과 | 당락                         |
| ------------- | -------------------------- | ----- | ------ | ------ | ----------- | ---- | ---------------------------- |
| 2007년 재선거 | 이리 카운티 서기           | 8대   | 민주당 | 66.96% | 143,796표   | 1위  | 이리 카운티 위원회 위원 당선 |
| 2010년 선거   | 이리 카운티 서기           | 8대   | 민주당 | 77.33% | 220,527표   | 1위  | 이리 카운티 위원회 위원 당선 |
| 2011년 재선거 | 하원의원 (뉴욕 제26선거구) | 112대 | 민주당 | 47.35% | 52,713표    | 1위  | 뉴욕주 하원의원 당선         |
| 2012년 선거   | 하원의원 (뉴욕 제27선거구) | 113대 | 민주당 | 49.20% | 156,219표   | 2위  | 낙선                         |
| 2014년 선거   | 뉴욕 부지사                | 63대  | 민주당 | 54.19% | 2,069,480표 | 1위  | 뉴욕 부지사 당선             |
| 2018년 선거   | 뉴욕 부지사                | 63대  | 민주당 | 59.55% | 3,635,340표 | 1위  | 뉴욕 부지사 당선             |
| 2022년 선거   | 뉴욕 주지사                | 57대  | 민주당 | 52.43% | 3,034,801표 | 1위  | 뉴욕 주지사 당선             |